# Stari Grad (Kragujevac)
Stari Grad (Servisch: Стари Град, letterlijk: Oude Stad) is een gemeente in het Servische district Šumadija. Het vormt het stadshart van de stad Kragujevac.
Stari Grad telt 62.794 inwoners (2002). De oppervlakte bedraagt 16 km², de bevolkingsdichtheid is 3924,6 inwoners per km².